# ميغيل خوليو
ميغيل خوليو (بالإسبانية: Miguel Julio)‏ (21 فبراير 1991 بسانتا مارتا في كولومبيا - ) هو لاعب كرة قدم كولومبي في مركز الوسط. لعب مع أتليتيكو توكومان.

## وصلات خارجية
- ميغيل خوليو على موقع قاعدة بيانات كرة القدم.إي يو (الإنجليزية)
- ميغيل خوليو على موقع Soccerway.com (الإنجليزية)